# 趙巍謀殺案
趙巍（1981年2月28日—2002年10月7日）是一名在溫哥華求學的中國籍女子，在2002年10月被謀殺。她在高贵林学院主修英語，在2002年10月9日被匯報失蹤，20日她的屍體被發現藏於被棄置在斯泰夫湖旁的行李箱，驗屍判定是被勒死。趙巍的男朋友李昂為疑犯，最終在中國被判七年監禁。此案由於涉及中國和加拿大的司法管轄權而受到關注。

## 背景
趙巍，是一名在溫哥華求學的中國籍女子，在1981年2月28日在中國山西省出生，案發時在卑斯省溫哥華附近的高貴林學院求學。2002年10月9日，趙巍的男友李昂向加拿大警方報案指趙巍失蹤，最終趙巍在10月20日被發現藏屍在一行李箱內，被棄置在溫哥華以東的斯泰夫湖旁。

## 調查
趙巍，李昂和張翰一起居住在一出租屋。李昂報案指趙巍當天說去附近的西夫韦買東西後，就沒有回家。由於李昂一直配合警方調查，排除了李昂作案的可能性，而李昂本人在10月23日退了西門菲莎大學學習後飛回中國。10月30日，加拿大警方把李昂的表哥張翰帶去警局協助調查，張翰承認協助李昂棄屍，並把過程全盤供出 ，但由於李昂已逃離加拿大，使加拿大警方只能要求中國協助緝拿李昂。張翰最終因協助處理屍體而被拘留，而李昂後來才因缺席審訊而被加拿大通緝。李昂在2003年2月被中國警方拘捕，中方意思是李昂是中國公民，中方有司法管轄權，中方要求加大提供案件詳情，但被加方拒絕，加上兩國沒有引渡協定，中國最終因證據不足而釋放李昂。
李昂此後改姓埋名，改用李佳明這名稱並結婚生子。在2009年，中國警察再一次拘捕李昂，最終法院判他終身監禁 。後來李昂上訴成功，改判7年徒刑，並撤銷了之前謀殺罪，改判過失殺人，法官在沒有新證據下接納李昂證供，指雙方因玩「枕頭大戰」時意外把她焗死。

## 後續
2009年10月13日，加拿大多元文化部長贾森·康尼承認趙巍案件持續多年，是因為中國有死刑，使加拿大不愿意把案件資料交給中方。
2023年，新西兰先驱报報導指李昂，已用李宗元這身份在2019年6月進入新西蘭，帶同其妻子和子女先後在因弗卡吉尔和奧克蘭定居，並在新西蘭申請政治庇護，稱自己是耶和華見證人而被中國迫害，以及支持自由西藏運動。新西蘭移民部拒絕了李昂一家的申請，指他使用一系列假資料和有犯罪紀錄。李昂被西藏民運人士指是機會主義者，博取同情以獲得新西蘭身份來使人忘記他的背景。

## 延伸阅读
- 明報報導